# Armoirie du peuple Bamoun
La double cloche, l'araignée et le serpent à deux têtes sont trois symboles et armoiries du peuple bamoun. Ces symboles sont liés au royaume bamoun, un ancien royaume fondé au XIVe siècle par la dynastie de Nchare Yen. Ils représentent respectivement la sagesse, la paix et la force du peuple bamoun.

## Origine des symboles
Le royaume bamoun a adopté ces armoiries au cours de son histoire et en raison de la bravoure affichée par certaines figures royales, comme le roi Mbuembue. Ces armoiries qui sont le serpent à deux têtes, la double cloche et l’araignée sont largement représentés sur les objets d'art, les monuments, les vêtements et les insignes royaux.

## Double cloche
La double cloche est un instrument de musique utilisé par les rois bamoun pour appeler la population lors des événements importants tels que les cérémonies, les guerres ou les funérailles. Elle se compose de deux cloches reliées par une anse. La double cloche symbolise la paix en annonçant la fin des conflits et le retour à l'harmonie. Elle est également associée à la communication, car elle permet de transmettre des messages et des ordres. Utilisée par le roi (Mfon), elle est offerte au peuple lors du rituel de l'offrande de vin de palme, exprimant ainsi la générosité et la bénédiction du roi. Enfin, la double cloche représente l'unité du peuple bamoun en rassemblant les différentes chefferies sous l'autorité du roi.

## Araignée
L'araignée occupe une place importante dans la symbolique bamoun. Cet animal tisse sa toile avec habileté et patience, ce qui en fait un symbole de sagesse, de méticulosité et de créativité. L'araignée est associée au roi Ibrahim Njoya, qui a inventé une écriture bamoun au début du XXe siècle dans le but de préserver la mémoire et la culture de son peuple. Cette écriture, appelée A-ka-u-ku, est composée de 510 signes représentant des sons, des mots ou des concepts. Dans la symbolique bamoun, l'araignée représente également la richesse et la prospérité, car elle produit de la soie, une matière précieuse et raffinée.

## Serpent à deux têtes
Le serpent à deux têtes est un symbole fantastique qui possède une tête à chaque extrémité de son corps. Il incarne la force, la puissance et la maîtrise de l'art militaire. Ce symbole est lié au roi Mbuembue, qui remporta deux victoires simultanées sur les guerriers Pou et Mgbètnka au début du XIXe siècle. Les Pou étaient un peuple situé entre le centre commercial de Malentuen et la rive droite du fleuve Mbam, et disposaient d'un objet artificiel en forme de reptile appelé Sânumpût, utilisé pour effrayer l'ennemi. Les Mgbètnka, quant à eux, étaient un peuple hostile attaquant la frontière ouest du royaume bamoun, soutenus par les Mères, une autre tribu hostile. Avec l'aide de Manchou, un serviteur du roi de Mapou, qui avait conçu le monstre Sânumpût et qui décida de se joindre au peuple bamoun, le roi Mbuembue réussit à vaincre ces deux ennemis. Pour célébrer sa double victoire, le roi Mbuembue décida de créer un symbole représentant un serpent à deux têtes, chaque tête symbolisant l'un de ses triomphes. Ainsi,le serpent à deux têtes fait référence à la prudence, ruse et au côté stratège de l’homme bamoun.